# Karmelitinnenkloster Avignon
Das Karmelitinnenkloster Avignon ist ein Kloster der Karmelitinnen in Avignon, Département Vaucluse, im Erzbistum Avignon in Frankreich.

## Geschichte
Mit Billigung von Papst Paul V. gründeten Karmelitinnen aus Genua 1613 in der päpstlichen Enklave Avignon einen Konvent, der durch die Französische Revolution nach Huesca und Rom vertrieben wurde, teilweise aber auch in Villeneuve-lès-Avignon im Untergrund weiterlebte. Nach zaghaften Neuanfängen 1817 kauften die Karmelitinnen 1879 das ehemalige Kloster der Franziskaner-Rekollekten in der Rue de l’Observance Nr. 3. 1914 bekamen sie Verstärkung aus dem Karmelitinnenkloster Pontoise (seit 1605).

### Gründungen
- Carpentras (1627, aufgelöst)
- Chambéry (1634–2017)
- Cavaillon (1668, aufgelöst)
- Les Vans (1840–1881)
- Nizza (1865, aufgelöst)
- Écully (1878–1891).